# Anna Van Bellinghen
Anna Marie Van Bellinghen (10 de marzo de 1994) es una deportista belga que compite en halterofilia. Ganó una medalla de plata en el Campeonato Europeo de Halterofilia de 2019, en la categoría de 81 kg.

## Palmarés internacional
| Campeonato Europeo | Campeonato Europeo | Campeonato Europeo | Campeonato Europeo |
| Año                | Lugar              | Medalla            | Categoría          |
| ------------------ | ------------------ | ------------------ | ------------------ |
| 2019               | Batumi (Georgia)   | Medalla de plata   | 81 kg              |